# Teruo Iwamoto
Teruo Iwamoto, född 2 maj 1972 i Yokohama, är en japansk tidigare fotbollsspelare.